# Nicolaas Witsen

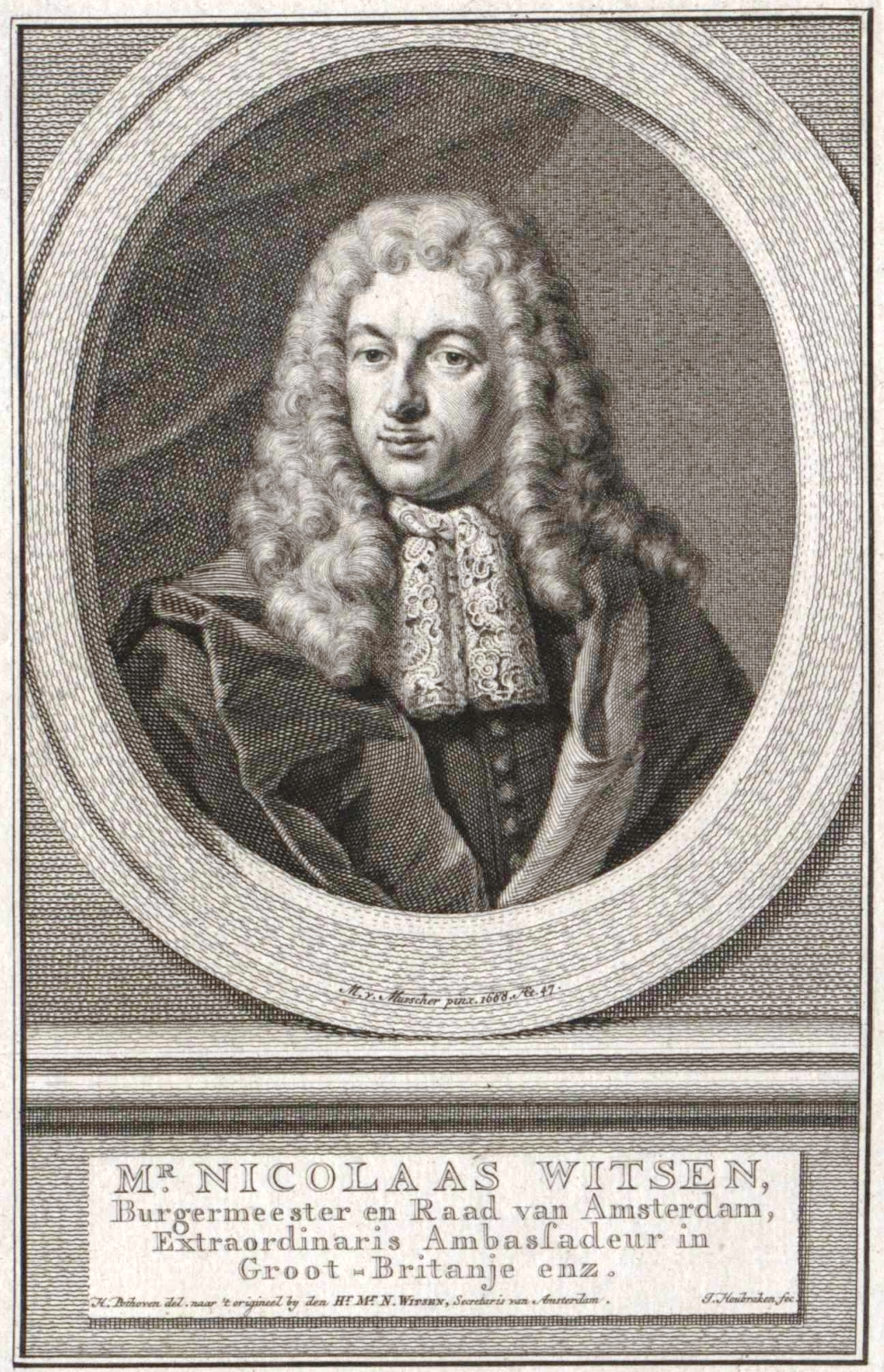
Nicolaas Witsen, Stich von Jacobus Houbraken nach Michiel van Musscher (1688)

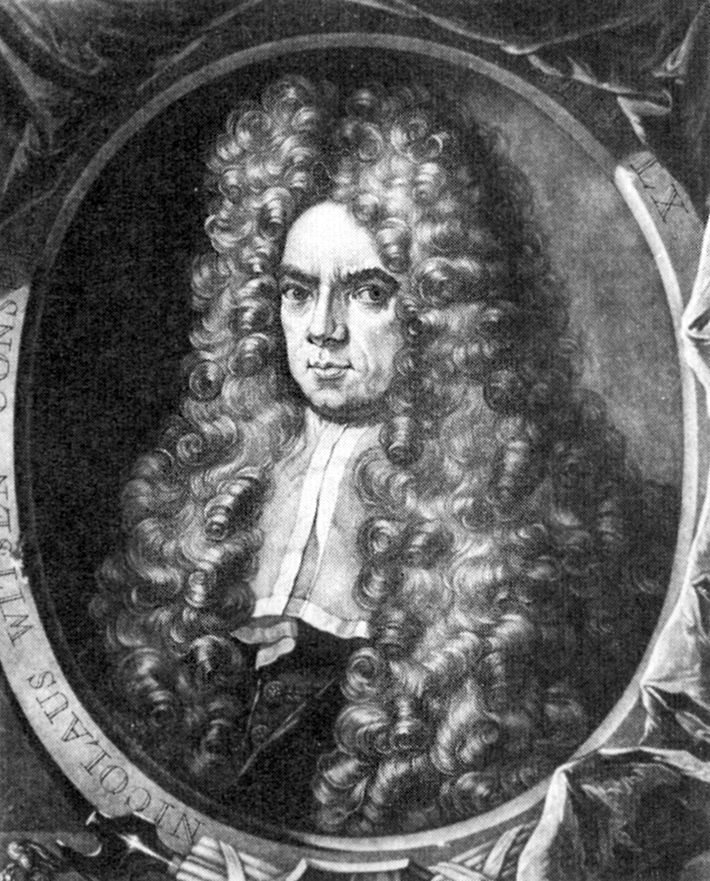
Nicolaas Witsen, Petrus Schenk (1701)

Nicolaas Witsen, auch Nicolaes Witsen (* 1641; † 1717) war ein niederländischer Diplomat, Bürgermeister und Regent von Amsterdam dem Geschlecht der Witsen entstammend. Für die Stadt war er Ambachtsherr von Amstelveen und Nieuwer-Amstel. Als Diplomat, Politiker, Sammler, Publizist und wissenschaftlich gebildeter Bürger war Witsen Mentor von Zar Peter I.

## Leben und Werk
Siehe auch: Regent von Amsterdam

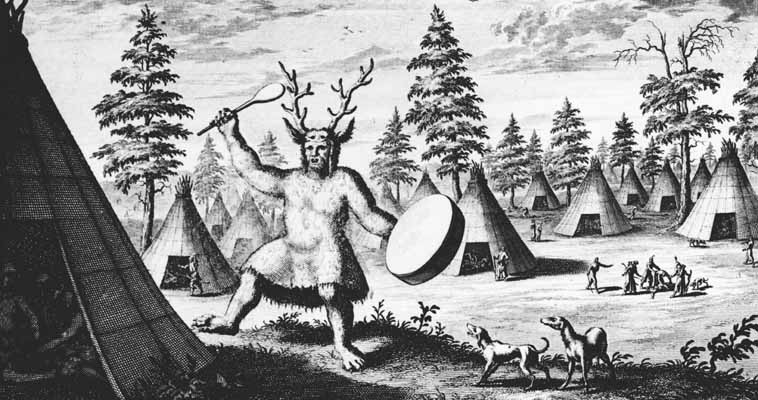
Darstellung eines sibirischen Schamanen von Witsens Russlandreise 1692

Als Sohn des Amsterdamer Regenten, Diplomaten und Kaufmanns Cornelis Jan Witsen und der Catharina Claesdr Gaeff, alias Lambertsdr Opsy wurde er am 8. Mai 1641 geboren. In seiner Jugend wurde er von Johann Amos Comenius unterrichtet. An der Universität Leiden studierte er Jura und promovierte 1664. Nach Russland gelangte er als Mitglied der Gesandtschaft von Jacob Boreel 1664/1665. Dabei sammelte er Informationen, die er mit der ersten in Westeuropa Kaart van Tartarije von Sibirien 1687 publizierte.
Nach weiteren Reisen nach Paris, Rom, Oxford – wo er einige Tage als Gast von Oliver Cromwell verbrachte – und in die Schweiz kam er im Jahre 1667 nach Amsterdam zurück. Nach dem Tod seines Vaters gelangte er durch die Förderung von Gillis Valckenier im Jahre 1670 in die Amsterdamer Vroedschap. Eine Benennung seitens der Valckenier feindlich gesinnten De-Graeff-Fraktion im Folgejahr zum Schepen lehnte er mit der Begründung ab gerade eine intensive wissenschaftliche Publikation zu verfassen.
Im Jahre 1671 erschien sein bedeutendes Werk über den Schiffbau in den Niederlanden und er erfüllte ein Jahr später die Funktion des Kommissars für Seesachen.
Im Rampjaar (Schreckensjahr) war er Mitglied im Rat der Verteidigung Amsterdams. Zum Mitglied im Rat der Bevollmächtigten wurde er 1674. Bei den Konflikten in Skandinavien und mit England war er als Diplomat unterwegs. 1682 wurde er das erste Mal Bürgermeister und erfüllte diese Funktion bis zu seinem Tod noch 13 weitere Male. In dieser Funktion wurde er, gegen seinen Willen, 1689 Gesandter der Stadt in England. Da er kaum die neuen diplomatischen Sprachen Französisch und Englisch beherrschte, wurde er oft Ziel des Spottes. Auch über den abzuschließenden Handelsvertrag zwischen England und Amsterdam war er unglücklich.
Als Zar Peter I. auf seiner großen Europareise, der Großen Gesandtschaft, im August 1697 nach Amsterdam kam und hier sogar inkognito beim Werftmeister Gerrit Claesz Pool eine Zimmermannslehre in der Werft der Ostindischen Kompanie in Krummendijk machte und am Bau der Fregatte Peter und Paul arbeitete, war Witsen sein Begleiter, Mentor und nach dessen Abreise auch Unterstützer beim Aufbau der russischen Marine. Er half beim Anmustern niederländischer Seeleute für die russischen Schiffe und beim Kauf von Schiffbaumaterialien. Sein Buch über den Schiffbau diente als Vorlage für die Übertragung niederländischer Fachbegriffe in die russische Sprache. Nach dem Tod seines Bürgermeisterkollegen Johann van Waveren Hudde (1704) und dem Aufkommen von Joan Corver war Witsens Rolle in der Regierung ausgespielt. Im darauffolgenden Jahr legte er bis auf zwei kleine Aufgaben alle politischen Ämter nieder.

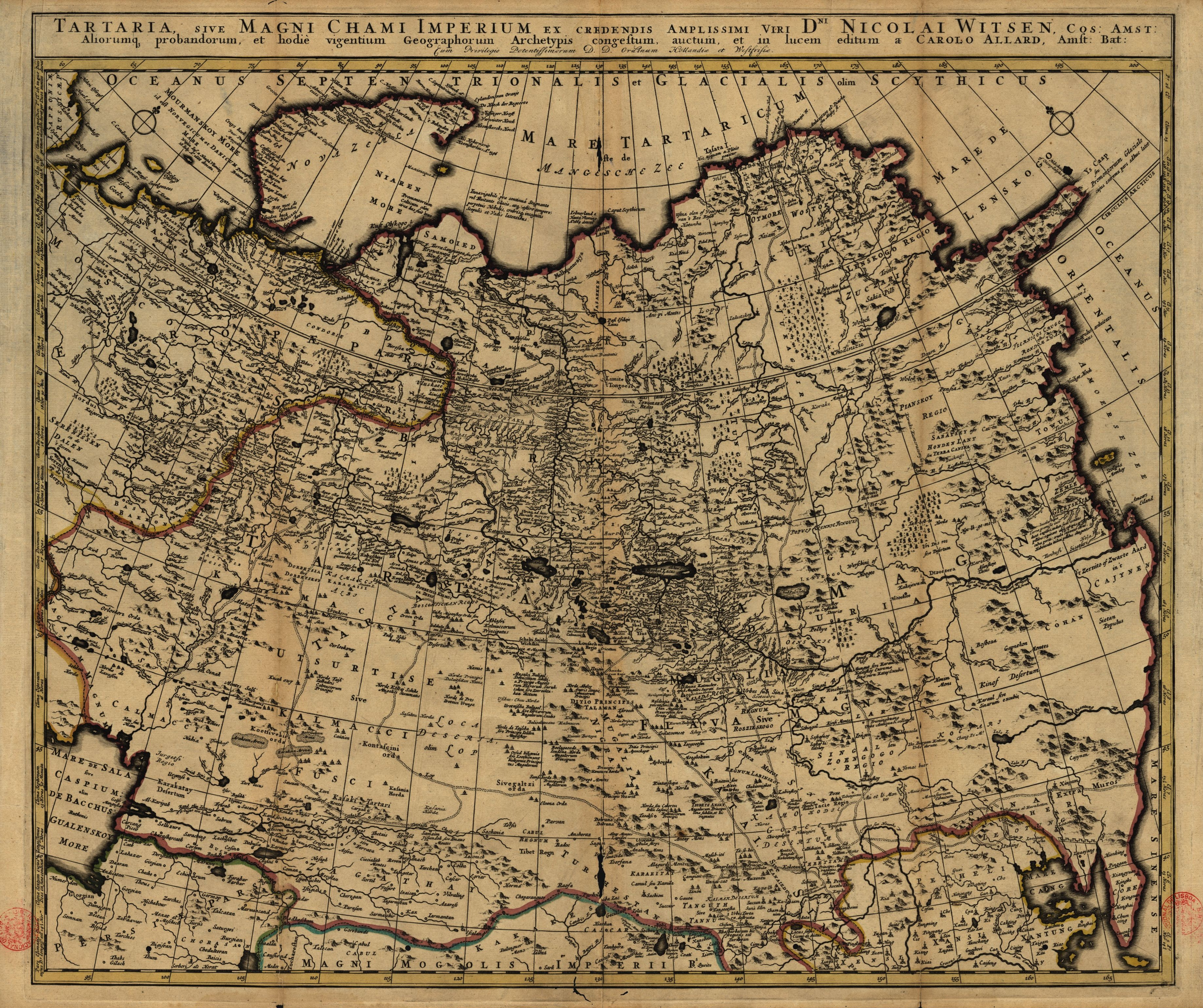
Die von Witsen publizierte Kaart van Tartarije

Die Hochzeit mit Catharina de Hochepied 1674 brachte zwei Familien zusammen, die sich mit dem Moscovischen  Handel und dem Handel im Ostseeraum befassten. Als Bewindhebber (Direktor) der Niederländischen Ostindien-Kompanie seit 1693 förderte er Entdeckungsreisen nach Australien. Eine andere Richtung der geographischen Entdeckungen beschrieb er in Noord en Oost Tartarije 1692. Diese Ausgabe ist in einer sehr kleinen Auflage erschienen und wohl nur als „Probeversion“ vorgesehen gewesen. 1705 erschien dieses Werk mit mehreren hundert Seiten mehr in einer großen Auflage im Handel. Das Werk ist illustriert mit zahlreichen Kupferstichen, die auch heute noch von ethnologischem Interesse sind. Ebenfalls in einer zweiten veränderten Auflage ließ er 1690 sein Buch über den Schiffbau drucken. Von dieser sehr kleinen Auflage sind heute vier Exemplare vorhanden.
Als Sammler war er ein typischer Repräsentant des gebildeten Bürgertums des 17. Jahrhunderts und legte ein Raritätenkabinett an. Hier war es von Vorteil, Mitglied der VOC zu sein, um Objekte aus Fernostasien zu erhalten. Er pflegte internationale Kontakte und hatte ein weit gespanntes Interesse. Ein besonderes Feld waren mythische Tiere, zum Beispiel das Einhorn. Maria Sibylla Merian studierte Insekten unter anderem auch in Witsens Kabinett.
1689 wurde er zum Mitglied der Royal Society gewählt.

## Werke
- Moscovische Reyse 1664–1665. Journaal en aantekeningen. Handschrift
  - Moscovische reyse 1664-1665. Journaal en aentekeningen. Herausgegeben von Th. J. G. Locher und P. de Buck. 's-Gravenhage, Nijhoff, 1966–1967 (Linschoten-Vereeniging 66, 67, 68) - Mit 6 Karten, einem Porträt und 3 Bildern. Komplett in 3 Teilen: Teil 1: Tagebuch. Erster Teil, Teil 2: Tagebuch. Zweiter Teil. Besuch bei Patriarch Nikon, Teil 3: Notizen.
- Aeloude en hedendaegsche scheeps-bouw en bestier. Conradus, Amsterdam 1671 (Digitalisat) sowie Commelijn, Amsterdam 1671 (Digitalisat)
- Architectura navalis et regimen nauticum. Ofte Aaloude en hedendaagsche scheeps-bouw en bestier. Amsterdam 1690 (Digitalisat)
- Noord en oost Tartarye. Amsterdam 1692 (Digitalisat)
- Noord en oost Tartarye. Tweede Druk. Amsterdam 1705 (Digitalisat)
- Kort verhael van mijn levensloop tot den jaere 1711 en die van seventig mijns ouderdoms. Manuskript, Stadsarchief Amsterdam, 5059-172 – hrsg. in Pieter Scheltema: „Nicolaes Witsen, eene autobiographie met verklarende aanteekeningen“. Aemstel's oudheid 6. Amsterdam 1872 (Digitalisat)

Karten:
- Nieuwe lantkaarte van het noorder en ooster deel van Asia en Europa strekkende van Nova Zemla tot China. 1687 (Digitalisat)
- Tartaria, sive magni Chami imperium ex credendis amplissimi viri d[omi]ni Nicolai Witsen ... aliorumq[ue] probandorum, et hodiè vigentium geographorum archetypis congestum, auctum, et in lucem editum a Carolo Allard. Amsterdam [ca. 1708] (Digitalisat)